# Prasa (media)

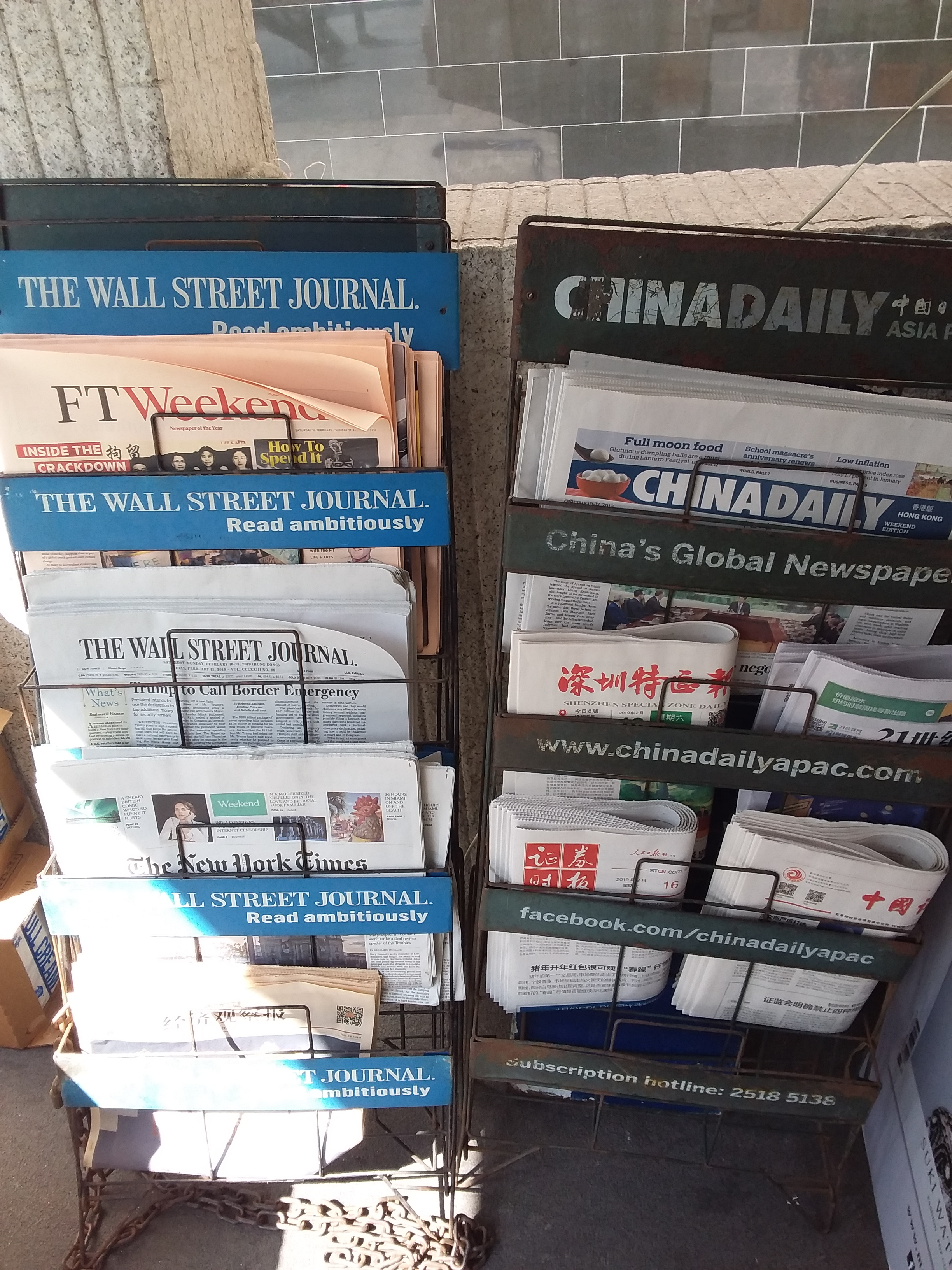
Prasa

Prasa (łac. presso „tłoczyć”) – określenie dzienników, czasopism i „środków masowego przekazywania powstałych w wyniku postępu technicznego” o charakterze informacyjnym, wydawanych periodycznie, nie rzadziej niż raz do roku, wyróżniających się stałym tytułem i kolejnym numerem.
Określenie „prasa” pochodzi od nazwy maszyny drukarskiej i sposobu powstawania „prasy”, który polega na odciskaniu znaków na papierze. Informacja jest podawana za pomocą pisma i obrazu stałego lub, w przypadku mediów elektronicznych, za pomocą dźwięku, wizji lub innej metody przekazywania informacji. Prasa zalicza się do mediów jednokierunkowych, co oznacza pewną pasywność i powoduje brak bezpośredniej reakcji odbiorcy w stronę nadawcy. Badaniem naukowym prasy zajmuje się prasoznawstwo.

## Historia
Prasa jest jednym z najstarszych środków masowego przekazu, a jej początkowe fazy stwierdzono jeszcze w II wieku p.n.e. w Chinach, czy też w Europie słynne „Acta Diurna Populi Romani” założone przez Juliusza Cezara w 59 p.n.e. Prawdziwy rozwój prasy datuje się na wiek XVI–XVIII, kiedy to po wynalezieniu druku zaobserwowano dynamiczny rozwój prasy – powstawanie periodyków (1562, Włochy), czy magazynów (1594, Niemcy). W XIX wieku prasa zaliczona została oficjalnie do mass mediów. Wartość prasy na początku XX w. podnosiła coraz częstsza obecność fotografii, która odegrała ważną rolę w zwiększeniu przystępności i atrakcyjności przekazu prasowego.
Do masowego rozwoju prasy przyczyniły się:
- pierwszy podwodny kabel telegraficzny między Ameryką i Europą umożliwiający błyskawicznie przekazywanie informacji między kontynentami,
- wynalazek telefonu stworzony przez Grahama Bella,
- udoskonalenie prasy walcowej pozwalającej równoczesny druk na obu stronach kartki,
- użycie elektrycznej maszyny drukarskiej oraz kolorowego druku,
- bardziej efektywna produkcja papieru,
- powstanie maszyny do pisania,
- opatentowanie linotypu, potrajającego szybkość składania druku,
- ulepszenie techniki półtonowego fotorytownictwa, dzięki czemu w czasopismach możliwy stał się druk fotografii.

W pierwszej połowie XX wieku mówiło się o nastaniu „nowego dziennikarstwa” (New Journalism), które zaczęło intensywnie szukać sposobów na poszerzenie kręgu zainteresowanych prasą. Joseph Pulitzer był w tej dziedzinie pionierem. W gazetach pojawiały się sensacyjne nagłówki i tematy uważane często za tabu, czyli dotyczące seksu, brutalnych morderstw, gwałtów, wypadków, a nawet plotki dotykające osób publicznych. Wówczas wyróżniano dwie metody, według których działali dziennikarze. Jedną z nich było tzw. pranie brudów (muckraking), czyli udostępnianie opinii publicznej informacji, które nie powinny być ujawnione. Innym sposobem na zdobywanie czytelników było nagłaśnianie i angażowanie się w sprawy dotykające społeczeństwa, np. walka z korupcją, nadużyciami, co zostało nazwane krucjatami prasowymi (crusading).

### Prasa w Polsce po II wojnie światowej
Po II wojnie światowej prasa w Polsce miała pełnić funkcję narzędzia, forsującego poglądy partii. Strategię stworzenia pism w pełni uzależnionych od władzy podzielono na kilka etapów. W latach 1947–1951,  w ramach fazy pierwszej, zajęto się eliminacją konkurencji dla prasy, eliminując większość pism wychodzących wcześniej. Następnie stworzono system wydawania gazet partyjnych, oswajając czytelników z tym, jak będzie wyglądać nowa prasa (1948-1952). W fazie drugiej (lata 1953-1956)  próbowano pokonać opór społeczny, a w trzeciej starano się naprawić straty dokonane w ramach poprzednich działań.

### Przemiany prasy
Ogólna prasa informacyjna przedstawia on-line dużą część swoich wydarzeń dziennych – konkurencja wymusza dostarczanie bardzo świeżych informacji i dyskusji. Czyniąc to, zachęca potencjalnych czytelników wersji papierowej, każe niekiedy płacić za dostęp do dokumentacji i całkiem otwarcie zyskuje dochody z reklamy w Internecie. Jednakże traci publiczność wydań papierowych, które wymagają bardzo wysokich kosztów dystrybucji. Prasa darmowa rozwija się z połączenia gazet papierowych o niższych kosztach dystrybucji (brak zwrotów, obecność tylko w wielkich miastach) i prasy on-line o słabej wartości, dodawanej do informacji agencyjnych, i jest przeznaczona dla młodszej publiczności.

## Podstawowe funkcje prasy
- funkcja informacyjna (głównym zadaniem prasy jest informowanie potencjalnych odbiorców o bieżących i aktualnych wydarzeniach)
- funkcja opiniotwórcza (pozwala ukształtować pogląd na dane zdarzenie/sytuację/stan)
- funkcja postawotwórcza (kształtuje postawę w danej sprawie)
- funkcja rozrywkowa (zawiera elementy rozrywkowe, niemające większych wartości informacyjnych)
- funkcja kontrolna (kontroluje aparat władzy i jego poczynania)
- funkcja organizatorska (organizuje życie społeczne)
- funkcja integracyjna (integruje dane społeczeństwo)

## Podstawowe cechy prasy
- periodyczność (nie może ukazywać się rzadziej niż raz na rok)
- prasa nie ma zamkniętej formy (może ulegać przekształceniom/modyfikacjom/zmianom)
- możliwość dostosowania się do oczekiwań potencjalnego odbiorcy
- uniwersalność (wynika z powyższego argumentu)
- teoretyczna niezależność
- dostępność, szeroki zasięg

## Prasa w Polsce

### Typy prasy
- dziennik – ukazujący się częściej niż raz w tygodniu[4] (zazwyczaj 6 lub 5 razy w tygodniu)
- dwudnik[5][6]
- tygodnik – raz na tydzień
- dwutygodnik – raz na dwa tygodnie
- miesięcznik – raz na miesiąc
- dwumiesięcznik – raz na dwa miesiące
- kwartalnik – raz na kwartał (co trzy miesiące)
- półrocznik – raz na pół roku (dwa razy w roku)
- rocznik – raz w roku

### Regulacje prawne
Pojęcie prasy reguluje w Polsce ustawa z dnia 26 stycznia 1984 r. Prawo prasowe. Wedle stanu prawnego na 31 sierpnia 2018 roku – prasa „oznacza publikacje periodyczne, które nie tworzą zamkniętej, jednorodnej całości, ukazujące się nie rzadziej niż raz do roku, opatrzone stałym tytułem albo nazwą, numerem bieżącym i datą, a w szczególności: dzienniki i czasopisma, serwisy agencyjne, stałe przekazy teleksowe, biuletyny, programy radiowe i telewizyjne oraz kroniki filmowe” (art. 7 ust. 2 pkt 2). Oznacza to, że biuletyny wewnętrzne, gazetki komitetów wyborczych, organizacji pozarządowych czy domów kultury stanowią prasę. Prasą natomiast nie są wykazy, spisy, zbiory źródeł, gdyż tworzą zamkniętą, jednorodną całość. Ponadto nawet jeśli są im nadawane numery (np. pierwszy tom zbioru), to nie mają określonych dat; a skoro nie są opatrzone datą, to nie są prasą; gdyż prasą są tylko publikacje periodyczne „opatrzone numerem bieżącym i datą”.
Prasą w rozumienia Prawa prasowego są także zespoły osób i pojedyncze osoby zajmujące się działalnością dziennikarską.